# František Bill
František Bill (* 1. února 1930) byl český a československý politik Komunistické strany Československa a poslanec Sněmovny lidu Federálního shromáždění za normalizace. Po roce 1989 komunální politik KSČM.

## Biografie
Ve volbách roku 1971 zasedl do Sněmovny lidu (Severomoravský kraj). Ve Federálním shromáždění setrval do konce funkčního období, tedy do voleb v roce 1976.
K roku 1971 se profesně uvádí jako podnikový ředitel. V roce 1975 se Ing. František Bill, ředitel novojičínského podniku Autopal stal generálním ředitelem ČAZ Praha. V roce 1989 se připomíná jako předseda ONV v Novém Jičíně. V komunálních volbách roku 1998 byl Ing. František Bill, tehdy důchodce ve věku 68 let, zvolen za KSČM do zastupitelstva Nového Jičína.